# Ahmet Akdilek
Ahmet Akdilek (Konya, 10 maart 1988) is een Turks voormalig wielrenner zes seizoenen reed voor Torku Şekerspor. In 2012 nam hij deel aan de Olympische Spelen. In de wegrit kwam hij buiten tijd binnen, in de tijdrit eindigde hij op de laatste plaats; als 37e. In 2024 was hij ploegleider bij Istanbul Büyükșehir Belediye Spor Türkiye.

## Overwinningen
2015
Proloog Ronde van Çanakkale
Eindklassement Ronde van Çanakkale
 Turks kampioen op de weg, Elite

## Ploegen
- 2011 –  Manisaspor Cycling Team
- 2012 –  Salcano-Arnavutköy
- 2013 –  Torku Şekerspor (vanaf 1-11)
- 2014 –  Torku Şekerspor
- 2015 –  Torku Şekerspor
- 2016 –  Torku Şekerspor
- 2017 –  Torku Şekerspor
- 2018 –  Torku Şekerspor
- 2019 –  Salcano Sakarya BB Team
- 2023 –  Konya Büyükşehir Belediye Spor

Akdilek · Akırşan · Atalay · Bakırcı · Çelik · Dazkırlı · de la Fuente · Hretsjyn · Kal · Metloesjenko · Mizoerov · Örken · Özcan · Reis · Sayar · Sert · Usta
Akdilek · Akırşan · Atalay · Bakırcı · Cobo · de la Fuente · Hretsjyn · Kal · Keleş · Köse · Metloesjenko · Örken · Reis · Şamlı
Akdilek · Akırşan · Akşoy · Atalay · Bakırcı · Hretsjyn · Kal · Keleş · Köse · Marczyński · Örken · Reis · Şamlı · Seeldraeyers
Akdilek · Akırşan · Akşoy · Atalay · Bakırcı · Keleş · Köse · Örken · Reis · Şamlı · Sayar
Akdilek · Atalay · Bakırcı · Balkan · Balykin · Chirico · Dilek · Keleş · Örken · Özgür · Reis · Şamlı · Sayar
Acar · Akdilek · Atalay · Bakırcı · O. Balkan · S. Balkan · Balykin · Dilek · Örencik · Özgür · Raileanu · Şamlı